# مرسيدس بابتيستا
مرسيدس بابتيستا (بالبرتغالية: Mercedes Baptista‏) هي راقصة باليه برازيلية، ولدت في 20 مايو 1921 في كامبوس دوس غويتاكازس في البرازيل، وتوفيت في 19 أغسطس 2014 في ريو دي جانيرو في البرازيل بسبب السكري.